# Nernst-Planck-Gleichung
Die Nernst-Planck-Gleichung, nach den Physikern Walther Nernst und Max Planck, beschreibt die Bewegung von Ionen unter Berücksichtigung des elektrischen Feldes.
Formal lautet die Gleichung für den Ionenstrom {\displaystyle \mathbf {J} }:
{\displaystyle \mathbf {J} =-D\left(\nabla \ c-{\frac {cze}{kT}}\mathbf {E} \right)}
mit
- dem Diffusionskoeffizienten {\displaystyle D}
- dem Nabla-Operator {\displaystyle \nabla }
- der Konzentration {\displaystyle c}
- der Valenz {\displaystyle z}
- der äußeren elektrischen Feldstärke {\displaystyle \mathbf {E} }
- der Boltzmann-Konstante {\displaystyle k}
- der absoluten Temperatur {\displaystyle T}.

Die Nernst-Planck-Gleichung ist insbesondere für die Theorie der Elektrophorese von Bedeutung. Allgemeiner spielt sie eine große Rolle bei der Beschreibung von Nicht-Gleichgewichts-Zuständen geladener Systeme in Elektrolytlösung.